# Bantu Education Act
De Bantu Education Act (wet nr. 47 van 1953; Afrikaans: Wet op Bantoe-onderwys) was een Zuid-Afrikaanse wet uit 1953 die verschillende aspecten van het apartheidsysteem legaliseerde. 
De belangrijkste voorziening was het afdwingen van raciaal gescheiden onderwijsfaciliteiten. Zelfs universiteiten werden "tribaal" gemaakt, en op drie na kozen alle zendingsscholen ervoor om te sluiten toen de regering niet langer zou helpen om hun scholen te ondersteunen. Zeer weinig autoriteiten bleven hun eigen financiën gebruiken om onderwijs voor autochtone Afrikanen te ondersteunen. 

## Achtergrond
De regerende Nationale Partij beschouwde onderwijs als een nogal centrale positie in hun doel om Zuid-Afrika uiteindelijk volledig van de Bantustans te scheiden. De toenmalige minister van Inheemse Zaken, de "architect van Apartheid" Hendrik Verwoerd, verklaarde dat: 
"Er is geen plaats voor de Bantu in de Europese gemeenschap boven het niveau van bepaalde vormen van arbeid ... Wat heeft het voor zin om het Bantu-kind wiskunde te onderwijzen als het het in de praktijk niet kan gebruiken?"
De introductie van Bantu-onderwijs leidde tot een aanzienlijke toename van de overheidsfinanciering voor de lerende instellingen van zwarte Afrikanen, maar het hield de bevolkingsgroei niet bij.  De wet dwong instellingen onder directe controle van de staat. De Nationale Partij had nu de macht om leraren naar eigen goeddunken in dienst te nemen en op te leiden. De salarissen van zwarte leraren waren in 1953 extreem laag en resulteerden in een dramatische daling van het aantal leraren in opleiding. Slechts een derde van de zwarte leraren was gekwalificeerd. 
De scholen die gereserveerd waren voor de blanke kinderen van het land waren van westerse maatstaven. Hoewel de wet geen lagere onderwijsnormen voor niet-blanken voorschreef, was er wel een wet voor de oprichting van een adviesraad om dat te doen, en het gaf de minister opdracht dat te doen. 30% van de zwarte scholen had geen elektriciteit, 25% had geen stromend water en minder dan de helft had sanitair. Het onderwijs voor zwarten, indianen en kleurlingen was aanzienlijk goedkoper, maar niet gratis, terwijl de salarissen van leraren op zeer lage niveaus werden vastgesteld.  In de jaren 1970 bedroegen de overheidsuitgaven per hoofd van de bevolking aan zwart onderwijs een tiende van de uitgaven aan blank. 

## Geschiedenis
In 1959 werd dit type onderwijs uitgebreid tot "niet-blanke" universiteiten en hogescholen met uitbreiding van de University Education Act, en het University College of Fort Hare werd overgenomen door de regering en gedegradeerd tot onderdeel van het Bantu-onderwijssysteem. Er wordt vaak beweerd dat het beleid van Bantu (Afrikaans) onderwijs erop gericht was zwarte of niet-blanke jongeren naar de ongeschoolde arbeidsmarkt te leiden, hoewel Hendrik Verwoerd, destijds minister van Inheemse Zaken, beweerde dat de doel was om de "etnische problemen" van Zuid-Afrika op te lossen door complementaire economische en politieke eenheden voor verschillende etnische groepen te creëren.
In 1976 leidde het Afrikaans Medium Decree van 1974 ertoe dat alle zwarte scholen dwong om zowel Afrikaans als Engels als instructietaal te gebruiken, te beginnen met het laatste jaar van de basisschool, tot de Soweto-opstand waarin meer dan 575 mensen omkwamen, ten minste 134 van hen onder de achttien jaar. 
De wet werd in 1979 ingetrokken door de Education and the Training Act van 1979, die het systeem van raciaal gescheiden onderwijs voortzette, terwijl zowel discriminatie op het gebied van collegegeld als het gescheiden Department of Bantu Education werd geëlimineerd en het gebruik van moedertaalonderwijs zowel naar de vierde klas en ook beperkte aanwezigheid op privéscholen.  Segregatie werd ongrondwettelijk na de invoering van de interimgrondwet in 1994, en de meeste delen van de onderwijs- en opleidingswet werden ingetrokken door de South African Schools Act van 1996.